# Komunitní centrum svatého Prokopa
Komunitní centrum svatého Prokopa (neformálně označované též prostě jako Centrum Butovice) je ekumenický kostel a společenské centrum římskokatolické farnosti Praha-Stodůlky, postavené v roce 2001 ve východní části Slunečního náměstí na sídlišti Nové Butovice, součásti Jihozápadního Města, v pražských Stodůlkách, poblíž stanice metra Hůrka a radnice městské části Praha 13, v sousedství ulice V Hůrkách.

## Historie

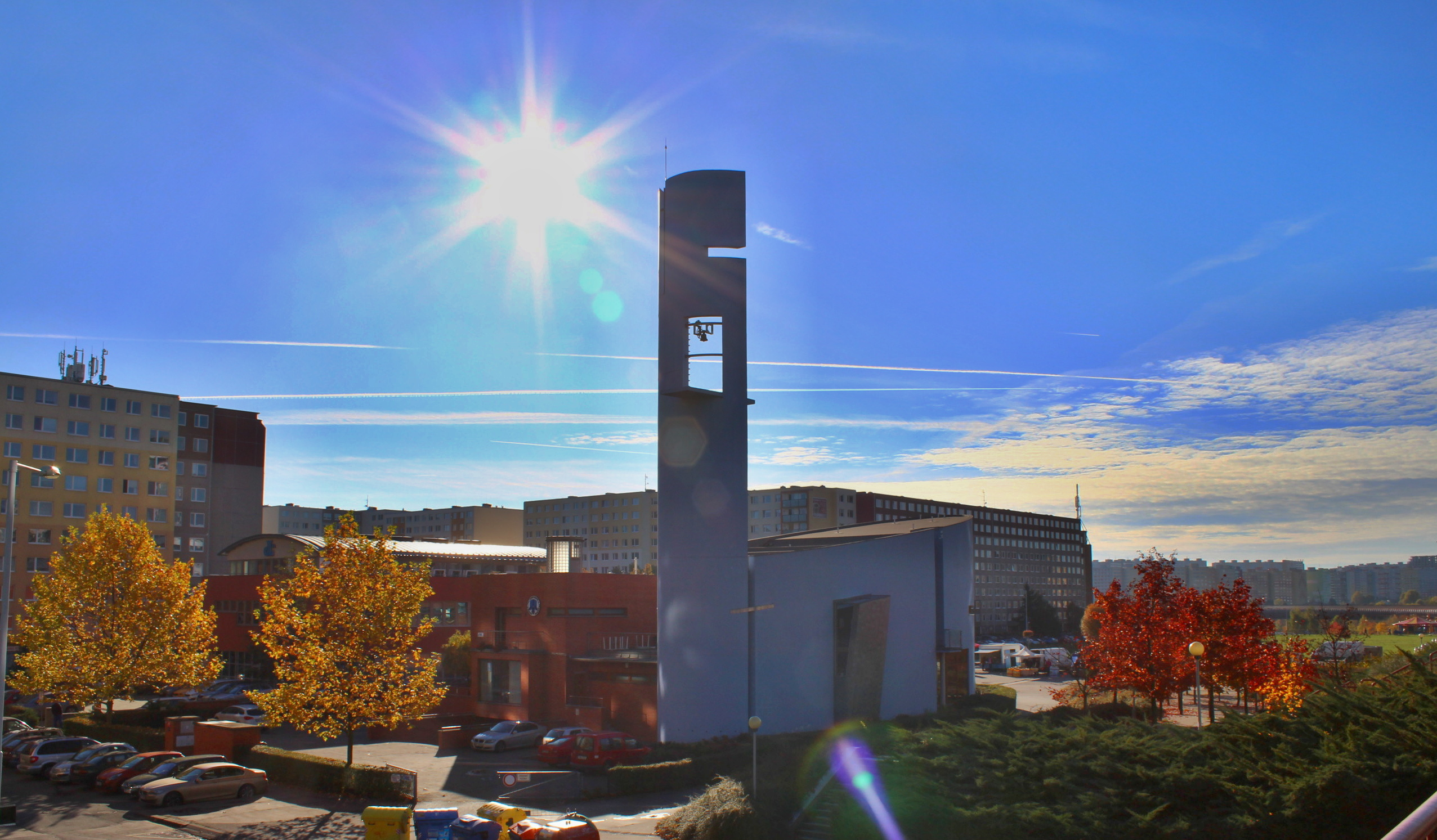
Centrum svatého Prokopa a Sluneční náměstí

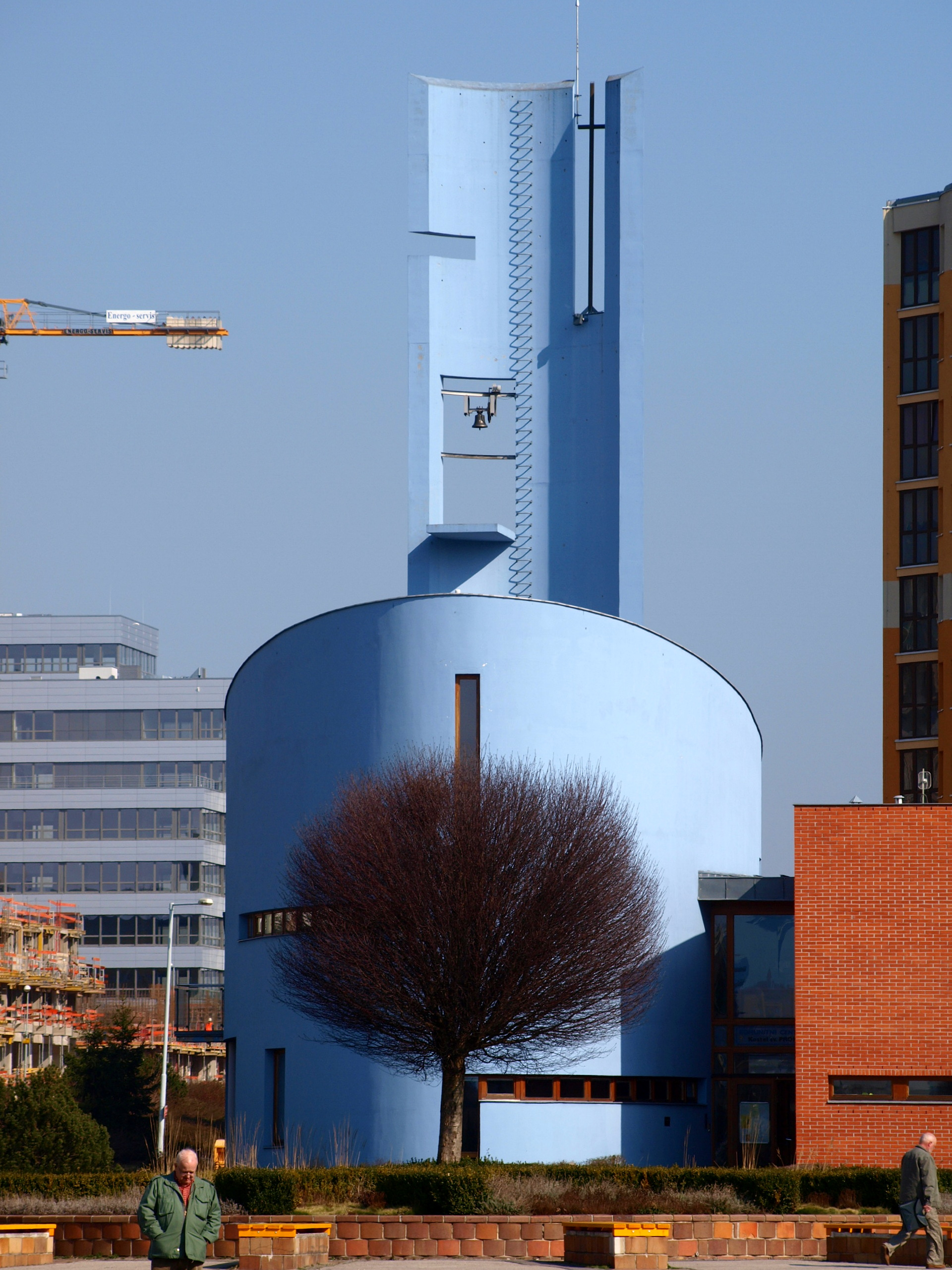
Kostel

První záměry pocházejí z roku 1991. Původně byla zamýšlena pouze výstavba kostela svatého Prokopa. Ten měl být obložen opukou, opukový základní kámen byl v prosinci 1999 posvěcen papežem Janem Pavlem II. na Letné při jeho návštěvě Prahy. Stavbu kostela a posléze i komunitního centra iniciovaly řádové sestry Congrégation missionnaire du Saint Sacrement se sídlem v Lyonu. Francouzské řádové sestry, v čele se sestrou Madeleine Strobl, představenou pražského domu kongregace, daly podnět ke stavbě a podílely se administrativně, finančně i duchovně na projektu od jeho zrodu až po slavnostní otevření a následný začátek provozu. Později byl záměr rozšířen tak, aby komunitní centrum bylo zaměřeno na práci s mládeží či seniory a aby sloužil nejen křesťanům, ale všem obyvatelům, což umožnilo oficiální podporu městské části. Zasvěcením centrum navazuje na poutní kostelík svatého Prokopa, který stával od roku 1711 nad Prokopským údolím a v 50. letech 20. století byl odstřelen. Výstavba byla zahájena 1. března 2000, v dubnu 2001 byl na věž zavěšen zvon, kolaudace proběhla 10. května 2001 a právní moci nabyla 21. května, centrum slavnostně otevřeli starosta Petr Bratský, farář Mariusz Kuźniar a posvětil arcibiskup Miloslav Vlk 19. června 2001 v 17 hodin, širší provoz byl zahájen v září 2001.
Výstavbu financovali ze 37 % sponzoři. Subdodavatelé byli vybírání i podle ochoty podílet se na sponzoringu stavby. Městská část Praha 13 přispěla 2,5 miliony Kč.
V roce 2006 uspořádala městská část v atriu radnice výstavu k pátému výročí otevření komunitního centra.

## Popis

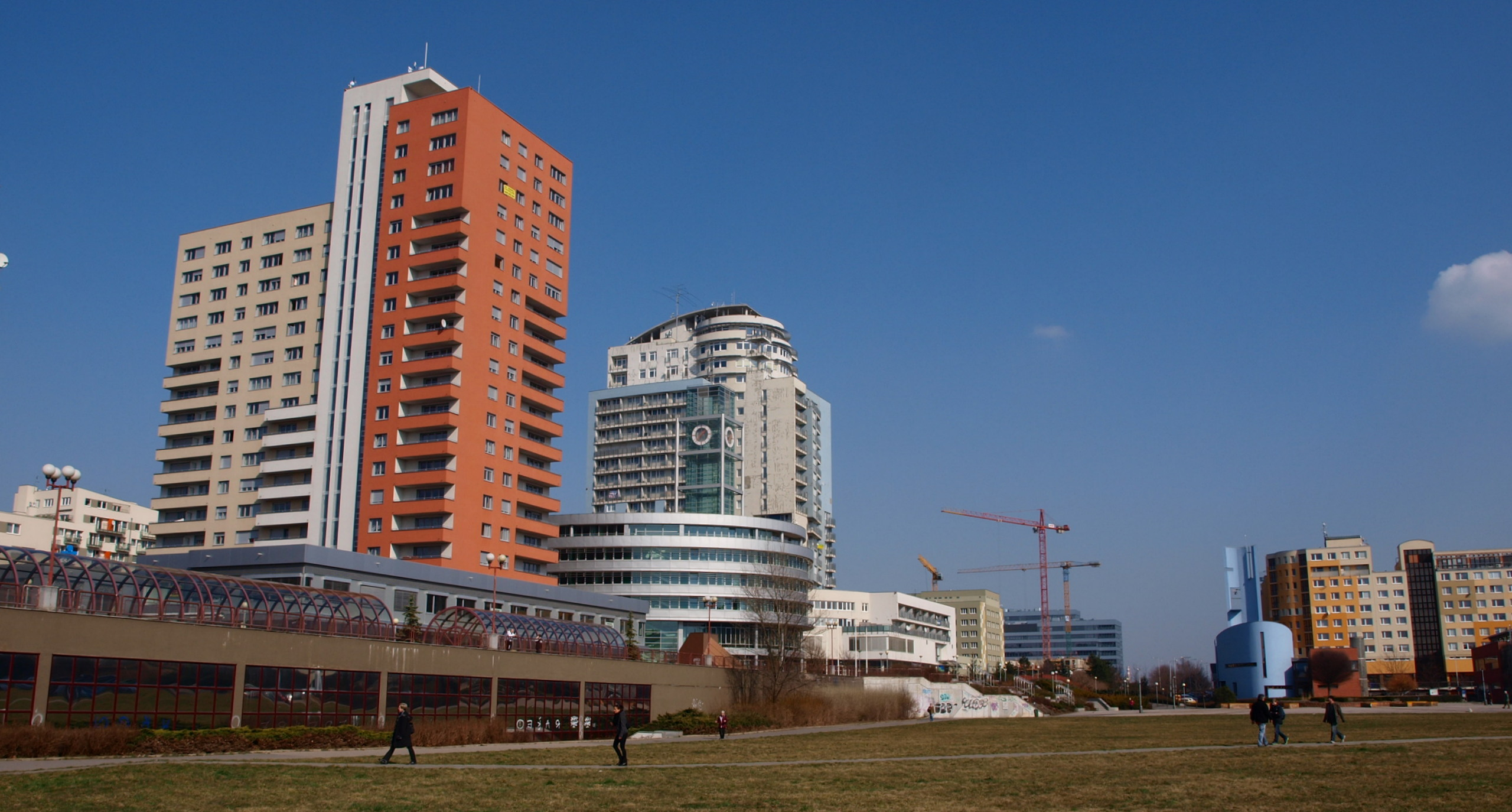
Sluneční náměstí s budovou radnice, Centrum svatého Prokopa je vpravo

Loď kostela má půdorys elipsy, jejíž osa směřuje k vertikále věže na Slunečním náměstí. V kostelní části je kaple svatého Prokopa o kapacitě sto sedících osob a polyfunkční hala (učebnu, klubovna), které jsou vzájemně propojitelné a oddělitelné posuvnými zástěnami. V patře s galerií je umístěn samostatný společenský sál. V připojené dvoupodlažní budově s obdélníkovým půdorysem jsou společenské místnosti a klubovny, byty, kanceláře a dvougaráž. Kostel má modrý nátěr omítky, vedlejší hranolová budova centra má povrch z lícových cihel. Ve spojovacím krčku je dvoupodlažní vstupní hala, zpovědnice, sakristie a šatna. Klub pod věží, určený pro práci s problémovou mládeží, je přístupný samostatným vchodem. Exteriér doplňuje venkovní terasa, parkoviště a sadová úprava.
Projekt vytvořil architekt Zdeněk Jiran s kolektivem (Jiran-Kohout architekti, s. r. o.). Dodavatelem stavby byla Konstruktiva Konsit a. s.
Rozdílný tvar obou částí centra má symbolizovat rozlišení profánního (každodenního) a sakrálního a zároveň životní svár a konflikt, okenní otvory a vstupy mají znamenat záseky a jizvy tohoto konfliktu a dialogu. Oválný tvar kostela bez jasného středu či počátku má podle tvůrců vyjadřovat rozumovou neuchopitelnost a nekonečnou platnost myšlenek, v jejichž jménu se zde lidé shromažďují. Jednoduchý tvar servisního křídla má zdůrazňovat praktický rozměr života. Lapidárnost obou částí má symbolizovat životní sílu a nezlomnost odkazující ke svatému Prokopovi.
Nosnou konstrukci domu tvoří železobetonový stěnový systém v částech pod úrovní terénu a pravoúhlý skelet v bytovém traktu. Skelet kostela ze zděných pilířů je ztužený obvodovým korunním věncem, konstrukci střechy nesou dřevěné sbíjené vazníky, část kaple je shora osvětlena světlíky.

## Využití
Farnost Stodůlky tento fiiální kostel využívá jako jedno z center svého duchovního života. Pořádá zde pravidelná bohoslužebná a modlitební setkání (včetně adorací a večerů chval), duchovně-vzdělávací akce, přednášky a další specifické programy (zkoušky hudebních těles,, taneční kurzy, oslavy křtin, schůze apod.). Sídlí zde krom soukromých subjektů i Farní charita Stodůlky. Pravidelně se zde schází ministranti farnosti či mladé rodiny a senioři, jako i křesťané jiných denominací.

Podrobnější informace jsou dostupné přímo na oficiálním webu farnosti www.centrumbutovice.cz